# Idole
Idole ist eine 1975 entstandene Filmkomödie von Klaus Lemke mit Cleo Kretschmer in der Hauptrolle. Am 13. Januar 1976 wurde sie im ZDF uraufgeführt. Cleo Kretschmer arbeitete beim Drehbuch, so wie auch bei anderen seiner Filme, mit Lemke zusammen.

## Handlung
In einem bayerischen Dorf, wo sie auch zu Hause ist, arbeitet Annerl als Kellnerin. Sie verehrt Sepp, den Kapitän der einheimischen Fußballmannschaft, aber es will sich einfach nichts anbahnen. Als sich aus Anlass einer Siegesfeier der Mannschaft ein Auftritt der Münchner Go-go-Tänzerin Puppa und der Band Pete & The Bavarians ankündigt und Annerl das von der Dorfjugend an einen Holzschuppen genagelte Plakat entdeckt, glaubt sie den Grund dafür erkannt zu haben. Ihr fehlt ein auffälliges Make-up, so wie es Puppa auf dem Plakat trägt. Annerl wird von ihrer Freundin Uschi beraten, was es dazu braucht, ihrer Meinung nach schwarzen Lidschatten, ein ganz helles Make-up und mindestens kirschroten Lippenstift. Nachdem die beiden im Dorfladen der Mut verließ, danach zu fragen, radeln sie zu einer außerhalb des Dorfes liegenden Drogerie. Dort zeigt Annerl einen Teil des Plakats vor, den Uschi heruntergerissen hatte und der Puppas Gesicht zeigt. Mit einem schwarzen Lidschatten kann die Verkäuferin nicht dienen und versteht auch den Wunsch nicht, weil das Bild doch schwarz-weiß ist. Man einigt sich auf einen schwarzen Augenbrauenstift, den Annerl in Verbindung mit Fettcreme verwenden soll. Auch ihr Wunsch nach einem Parfum, das auf Männer wirkt, kann erfüllt werden.
Während sich Annerl, Lockenwickler im Haar, ihre Augen schminkt, fragt ihr kleiner Bruder bei ihr die Spielergebnisse mehrerer überregionaler Fußballmannschaften ab. Einige kann sie richtig aufsagen. Nach heftigen Meinungsverschiedenheiten wegen einem dieser Spiele und frechen Bemerkungen des Kleinen kommt es zu einem wilden Gerangel. Die Mutter geht dazwischen und merkt dann erst, wie Annerl auf einmal ausschaut. So komme sie nicht hinaus. Annerl will sich aber nichts mehr vorschreiben lassen und besteht auf ihrem neuen Gesicht.
Annerl, die bei der Feier bedient, bleibt bei Sepp weiterhin ohne Beachtung. Argwöhnisch blickend muss sie zuschauen, wie er mit Puppa tanzt, nachdem er zuvor ihren Auftritt begeistert beklatschte. Dass sich Sepp sichtlich für Puppa interessiert, war für Annerl von Anfang an nur noch mit Schnaps zu ertragen. Als sie Sepp auch noch bei seinem allerdings erfolglos gebliebenen Versuch ertappt, bei Puppa vor der Wirtschaft gleich auf Tuchfühlung zu gehen, was für ihn eine klare Einladung war, weil sie ihm beim Tanzen sagte, er würde ihr von den ganzen Typen am besten gefallen, rastet Annerl schreiend aus und benutzt einen Schuh als Wurfgeschoss. Enttäuscht und sichtlich betrunken herumtorkelnd muss Annerl danach erleben, dass Sepp doch wieder ausgelassen mit Puppa tanzt.
Nachdem Annerl vor Wut das Plakat der Band an ihrem Bus, dessen nächstes Ziel München ist, zerfetzt hatte, versteckt sie sich darin, ohne zuvor ihre Lurexbluse auszuziehen und ihre Bedienungsschürze abzulegen. Erst nachdem Puppa nach einem Streit von einem der Musiker aus dem Bus geworfen wird und dieser bereits den Stadtrand von München erreicht hat, entdeckt sie den blinden Passagier. Puppa stellt klar, dass sie von dem Sepp nichts will, denn mit Fußballern könne sie nichts anfangen. Puppa möchte den für ein Konzert in München angekündigten Popsänger Jack Meid erobern. Annerl, die sich mit Puppa zunehmend anfreundete, soll sie dabei begleiten. Annerl erhält von Puppa ein neues Outfit, die ihr auch Posen beizubringen versucht, die es braucht, um sich einen Popstar einzufangen. Annerl, scheu und unerfahren, tut sich mit alldem recht schwer.
Vor Jacks Schwabinger Hotel, in dem seine Show stattfindet, haben sich zahlreiche weibliche Fans versammelt. Er braucht Polizeischutz, um die kreischende Menge in Schach zu halten. Puppa gibt sich an der Rezeption als Jacks Ehefrau aus, um in sein Zimmer zu gelangen und erhält, nicht ohne eine gewisse Skepsis, den Schlüssel. Annerl soll derweil an der Bar in der Lobby auf sie warten. Nachdem Puppa von Jacks Manager in seinem Zimmer entdeckt wird, fordert er sie brüllend, aber vergeblich auf, es zu verlassen. Dann informiert er per Haustelefon den an der Lobbybar weilenden Jack, der dort zu Annerl hinzugestoßen, mit ihr ins Gespräch gekommen war und offenbar Gefallen an ihr fand. Dem aufgebrachten Manager sagt Jack, dass das Zimmer bezahlt wird und sie ein neues nehmen. Puppa brauchte es somit nicht zu verlassen. Annerl kreuzt nach einer Weile dort auf und präsentiert Puppa stolz zwei Ehren-Karten, die sie von Jack für seine Show von ihm bekam. Puppa kann es erst kaum glauben.
Bei Jacks Show wirken Annerl und Puppa auf Betreiben seines Managers mit, der plötzlich erkannt hatte, dass die Mädchen dort nützlich sind. Sie erhalten für ihren Auftritt ein Honorar von 100 Mark, nach Annerls Meinung Geld, das beide gut brauchen können. Auf der Bühne sitzen Annerl und Puppa, lange wolkenartige Roben und darunter Bunny-Kostüme tragend, in transparenten, sich drehenden Käfigen, nicht ohne anfänglichen Protest von Puppa. Auch bei der Aftershowparty sind sie als Getränke servierende Bedienungen dabei, erneut gegen den Protest von Puppa. Annerl fühlt sich in dem hektischen Treiben irgendwann nicht mehr wohl und will ihm entkommen. Durch eine Türe gerät sie in den verlassenen, dunklen Bühnenraum, setzt sich und beginnt, Jacks Hit „Bibibonbon“ anzusingen. Noch bevor Annerl ihren Gesang vollenden kann, wird sie von unvermittelt einsetzendem Blitzlicht geblendet. Sie erkennt nun in dem dadurch taghell gewordenen Raum, dass auch Jack anwesend ist, der Annerls Gesang am Piano begleitet, indem er einige Takte „Bibibonbon“ darauf anspielt. Um ihn ist es jetzt völlig geschehen. Jack möchte mit Annerl nun gehen, will auch nicht mehr zur Party zurück. In der Tiefgarage des Hotels fragt Annerl besorgt, ob ihr Bunny-Kostüm nicht „ein bisschen komisch“ ist und meint, dass sie so doch nirgends hineingehen kann. Jack beruhigt: „Mit mir schon“. Annerl will aber vorher unbedingt noch Uschi anrufen. Um Jack an den in der Tiefgarage hängenden Münzfernsprecher zu bringen, zerrt Annerl heftig an Jack und er an ihr, um das, was er vorhat, ins Werk zu setzen, nämlich mit ihr einen Nachtclub aufzusuchen. Damit Uschi auch glaubt, dass Annerl mit Jack Meid unterwegs ist, muss er einige Passagen „Bibibonbon“ in den Telefonhörer hineinsingen. In den von Jack genannten Nachtclub möchte Annerl nicht, sondern in die Schwabinger Diskothek, die Puppa auf dem Land Sepp gegenüber als Treffpunkt nannte, wenn er einmal nach München kommen sollte. Das war Annerl dort nicht entgangen. Jack ist einverstanden.
Annerl entdeckt, dass auch Sepp vor der Diskothek steht und bittet Jack erfolgreich, dafür zu sorgen, dass er eingelassen wird. Als Sepp auf Jack und Annerl trifft, erkennt er sie erst nicht wieder und sagt auch frei heraus, dass er wegen Puppa gekommen ist. Sowohl Jack als auch Annerl geben sich Sepp gegenüber wortkarg und sie behandelt ihn bewusst wie Luft. Um sich dennoch interessant zu machen, behauptet sie, dass sie Lily heißt und Chansonsängerin ist. Sie sei schon in London und New York aufgetreten. Sepp kann Jack immerhin entlocken, dass es sich bei der Unbekannten um ein „Annerl“ oder eine „Anni“ handelt, eines von beiden. Nun dämmert Sepp langsam etwas und es kommt, wie es kommen musste. Sepp ist auf einmal hingerissen von Annerl. Während des angeregten Gesprächs, das beide nun führen, erfährt Annerl von Sepp, dass er bereits ausgelernter Fernsehmechaniker ist. Dies elektrisiert sie, da Sepp in der Lage wäre, ihren Fernseher zu reparieren, sollte er kaputtgehen, was er ihr auch bestätigt.
Sepp fordert Annerl zum Tanzen auf, was sie sichtlich verliebt zu „Smoke Gets in Your Eyes“ in der Interpretation von Bryan Ferry tun. Noch immer hat Annerl ihr Bunny-Kostüm an, das sie, wäre es nach Jacks Manager gegangen, hätte zurückgeben müssen. Jack sagt, dass sie es behalten darf, wenn sie morgen wiederkommt. Damit muss ihn Annerl enttäuschen. Jack entspricht aber ihrer Bitte, das Kostüm als Erinnerung behalten zu dürfen und erhält zum Dank dafür einen Kuss. Bevor Sepp und Annerl die Diskothek in den frühen Morgenstunden verlassen, winkt sie Puppa, die künftig als Managerin von Jack mitarbeiten soll, zum Abschied zu und ist so überwältigt, dass sie weint. Auch bei Puppa, die erst später zusammen mit Jacks Manager in die Diskothek gekommen war und zuvor Annerl vergeblich gesucht habe, blitzt es in den Augen. In der letzten Szene ist Sepps Auto zu sehen, wie es das Siegestor hinter sich lässt und schließlich die Landstraße erreicht. Glücklich schmiegt sich Annerl an Sepp und bekommt von ihm ihren ersten Kuss auf die Stirn.

## Trivia
Judith Armbrüster hatte in diesem Film ihren letzten Auftritt.